# Samuel Frycke-Cunningham
Samuel Frycke-Cunningham (ur. 25 kwietnia 1986 r.) – amerykański wioślarz.

## Osiągnięcia
- Mistrzostwa Świata – Poznań 2009 – czwórka podwójna wagi lekkiej – 6. miejsce[1].